# Backtujamossa
Backtujamossa (Thuidium assimile) är en bladmossart som beskrevs av Georg Friedrich von Jaeger 1878. Backtujamossa ingår i släktet tujamossor, och familjen Thuidiaceae. Arten är reproducerande i Sverige. Inga underarter finns listade i Catalogue of Life.